# Oberösterreich (hoorspel)
Oberösterreich is een hoorspel van Franz Xaver Kroetz. Het werd op 28 september 1973 door de Bayerischer Rundfunk uitgezonden. De TROS zond het uit op zaterdag 17 november 1979. De vertaling was van Gerrit Kouwenaar. Pierre Biersma speelde accordeon. De regisseur was Bert Dijkstra. Het hoorspel duurde 46 minuten.

## Rolbezetting
- Kitty Janssen (Anni)
- André van den Heuvel (Heinz)

## Inhoud
Heinz is bezorger, Anni verkoopster bij een levensmiddelenfirma. Het gaat hen niet bijzonder goed, maar ook niet slechter dan de meesten: de woning is ingericht, een kleurentelevisie is op afkorting betaald, zelfs voor een kleine auto was het gemeenschappelijke inkomen toereikend. Deze kleine idylle geraakt in gevaar als Anni ongepland zwanger wordt. Ze leven beiden in een maatschappij die bezit en consumptie tot sociale waardenmaatstaf verheft; alles wat de consumtieprestatie beperkt (dus ook een kind), kan in zo’n omgeving een storende factor worden…